# Ljudmila Klipova
Ljudmila Ėduardovna Klipova (in russo Людмила Эдуардовна Клипова?, in ucraino Людмила Кліпова?, Ljudmyla Klipova; Zaporižžja, 24 luglio 1937) è un'ex nuotatrice sovietica.
Specializzata nel dorso e nello stile libero, ha partecipato ai Giochi di Melbourne 1956 e di Roma 1960, gareggiando nei 100m dorso.
Alle Universiadi del 1961, ha vinto 1 oro nella Staffetta 4x100m sl.